# Артур (име)
Артур је мушко име келтског порекла, са значењем: медвед, јак као медвед.

## Имендани
- 7. јануар.
- 22. јануар.
- 1. септембар.
- 20. октобар.
- 15. новембар.
- 11. децембар.

## Познате личности
-, Краљ Артур митолошки краљ Енглеске,
-, Артур Блох Марфијеви закони ,
-, Артур Кларк енглески писац научне фантастике
-, Артур Конан Дојл енглески писац,
-, Артур Стенли Едингтон астрофизичар,
-, Артур Гергеј мађарски восковођа,
-, Артур Келети писац,
-, Артур Милер амерички писац ,
-, Артур Римбауд писац,
-, Артур Шопенхауер немачки филозоф,
-, Артур Шомлај мађарски глумац,
-, Артуро Тосканини италијански диригент.